# نبرد حلب (سپتامبر–اکتبر ۲۰۱۶)
نبرد حلب (سپتامبر–اکتبر ۲۰۱۶) عملیات نظامی در شهر حلب در اواخر ماه سپتامبر ۲۰۱۶ توسط ارتش سوریه با هدف بیرون راندن باقی‌مانده پیکارجویان از بخش‌های شرقی و جنوبی شهر حلب.
پیکارجویان متشکل از جبهه فتح شام و احرار الشام، کنترل قسمت‌های قابل توجهی از شرق و جنوب حلب را تا اواخر سپتامبر ۲۰۱۶ میلادی در اختیار داشتند. ولی در اواخر سپتامبر ۲۰۱۶ میلادی، تلفات سنگینی بر گروه‌های مختلف پیکارجو وارد آمد. به دنبال این رویدادها برخی از پیکارجویان به فکر اتحاد با همدیگر افتادند. این در حالی بود که عملیات ارتش سوریه در داخل شهر حلب برای غلبه بر تروریست‌ها در محله‌های شرقی حلب ادامه داشت. به دنبال این حوادث، گروه‌های احرار الشام، نور الدین زنکی و فیلق الشام در اندیشه ادغام با یکدیگر و ایجاد تشکیلات واحد افتادند. سپس نمایندگان این سه گروه در یکی از قرارگاه‌های نور الدین زنکی در محله‌های شرقی حلب گرد هم آمدند تا نسبت به اعلام ساختار تشکیلات جدید خود اقدام کنند. همزمان «ابوماریا القحطانی»، از فرماندهان جبهه فتح شام (جفش) نیز سلسله نشست‌هایی را با شمار زیادی از عناصر گروه‌های کوچک پیکارجو برگزار کرد تا ادغام آنها با گروه جبهه فتح شام (جفش) تحت فرماندهی ابومحمد جولانی را اعلام کند. این امر حکایت از رقابت بین احرار الشام و جبهه فتح شام بر سر توسعه گستره مناطق تحت نفوذ خود در مناطق شمال سوریه داشت. از سوی دیگر، در نیمه اول اکتبر ۲۰۱۶ میلادی، ارتش سوریه در جنوب غرب سوریه، به سمت حرستا، عربین و کشتزارهای اطراف دوما پیشروی کرد و به پیشروی‌هایی در اتوبان حرستا به کازیه دست یافت.

## واکنش‌ها و تحلیل‌ها
رویترز و لس‌آنجلس تایمز از نبرد حلب به عنوان نقطه عطفی در رویدادهای سوریه یاد کردند.